# Dimitri Jitnikov

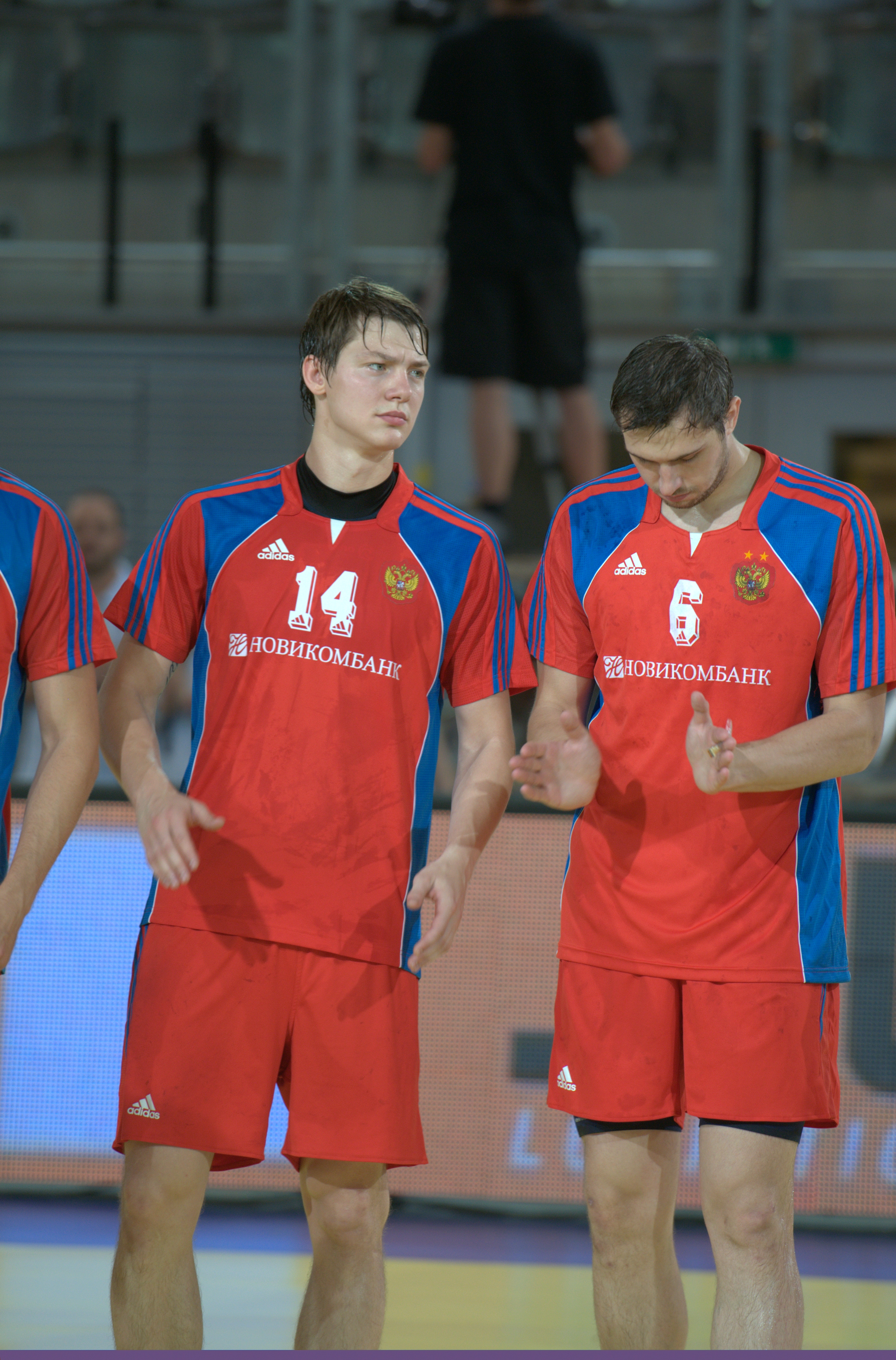
Jitnikov (gauche) avec la Russie en 2013.

Dimitri Valerievitch Jitnikov (en russe : Дмитрий Валерьевич Житников) , né le 20 novembre 1989 à Zvolen en Tchécoslovaquie (aujourd'hui en Slovaquie), est un joueur de handball russe évoluant au poste de demi-centre. 
Membre d'une famille de handballeurs, il est plutôt attiré par la gymnastique, le trampoline et l'athlétisme, lors de ses jeunes années.

## Palmarès

### Clubs
- Vainqueur du Championnat de Russie en 2011, 2012, 2013, 2014 et 2015
- Vainqueur de la Coupe de Russie en 2011, 2012, 2013, 2014 et 2015
- Deuxième du Championnat de Pologne (3) : 2016, 2017, 2022
- Vainqueur de la Coupe de Pologne (1) : 2022 ; Finaliste (2) : 2016, 2017
- Vainqueur du Championnat de Hongrie (2) : 2018, 2021
- Vainqueur de la Coupe de Hongrie (1) : 2019 ; Finaliste (2) : 2018, 2021

### Équipe nationale
Championnats d'Europe
- 9e place au Championnat d'Europe 2014,  Danemark
- 9e place au Championnat d'Europe 2016,  Pologne
- 22e place au Championnat d'Europe 2020,  Autriche  Norvège et  Suède
- 9e place au Championnat d'Europe 2022,  Hongrie et  Slovaquie

Championnats du monde
- 19e place au Championnat du monde 2015,  Qatar
- 12e place au Championnat du monde 2017,  France
- 14e place au Championnat du monde 2019,  Allemagne et  Danemark
- 14e place au Championnat du monde 2021,  Égypte